# Остролучье
Остролу́чье (укр. Гостролуччя) — село, входит в Барышевскую поселковую общину Броварского района Киевской области Украины. До 2020 года входило в состав Барышевского района.
Основано в 1540 году. Население — 1,09 тыс. чел.

## Памятники истории и архитектуры
В селе расположена Свято-Николаевская церковь. Построена в 1836 году на средства Катерины Петровны и Карла Ивановича Лаузенбергов. Освячена 30-го мая 1836 р. Епископом Полтавским и Переяславским Гедеоном.

## Источник
- Учётная карточка на сайте ВРУ